# Viêm da thần kinh
Viêm da thần kinh là vùng viêm da liken hóa mạn tính ranh giới rõ không do hoặc kích thích bên ngoài hoặc dị nguyên được xác định.

## Bệnh nguyên
Ở những người có bẩm tố, các tổn thương là do gãi hoặc xoa liên tục vùng da khu trú bị ngứa. Kích thích ban đầu, dường như liên quan đến stress hoặc rối loạn xúc cảm, gây ra chu kỳ ngứa – gãi – ngứa. Điều này kích thích tăng sản biểu bì phản ứng mà biểu hiện trên lâm sàng là liken hóa.
Viêm da thần kinh được xác định sau khi loại trừ các nguyên nhân phổ biến hơn gây viêm da như viêm da tiếp xúc dị ứng hoặc kích thích.

## Biểu hiện lâm sàng
Biểu hiện của viêm da thần kinh thường là mảng hơi gồ lên, liken hóa, phân vùng rõ, độc lập ở gáy, cẳng tay, hoặc chân; có màu hoa cà đặc trưng và nổi bật trên vùng da bình thường. Bệnh nhân thường căng thẳng và ám ảnh, thường kèm theo tạng dị ứng.

## Chẩn đoán và điều trị
Đôi khi có thể cần đến sinh thiết để xác định chẩn đoán khi những tổn thương giống vẩy nến hoặc thậm chí giống liken phẳng. Nhiễm nấm không điển hình cũng có thể gây nhầm lẫn. Quan sát nấm có thể loại trừ được khả năng này.
Mục đích của điều trị là phá vỡ chu kỳ gãi – ngứa – gãi và bao gồm các kháng histamin đường uống để giảm ngứa, các steroid tại chỗ để ức chế viêm, các kháng chế phẩm chứa hắc ín hoặc ichthyol để chống ngứa và bạt sừng. Băng bịt ngăn ngừa gãi và là điều trị có hiệu quả nhất. Với những tổn thương ở chi, băng tẩm hắc ín ichthyol (như Coltapaste, Ichthopaste) đắp trong 1 tuần có thể khỏi hoàn toàn. Tuy nhiên, không may là tái phát sau bỏ băng bịt là thường xuyên. Trong một số trường hợp tiêm nội tổn thương bằng chế phẩm corticoid như triamcinolon có thể có hiệu quả.